# دریاچه کویپاسا
دریاچه کویپاسا (انگلیسی: Coipasa Lake) یک دریاچه در استان سابایا، شهرستان اورورو در کشور بولیوی است. این دریاچه در ارتفاع ۳۶۵۷ متری قرار دارد.